# Тілопо молуцький
Тілопо молуцький (Ptilinopus granulifrons) — вид голубоподібних птахів родини голубових (Columbidae). Ендемік Індонезії.

## Опис
Довжина птаха становить 22-24 см. Забарвлення темно-зелене, голова сиза. На плечах дві світло-сизих смуги, на животі велика пурпурова пляма. Гузка жовтуваті. Дзьоб біля основи синювато-сірий, на кінці жовтуватий. Очі карі, лапи темно-сірі. Характерною ознакою молуцького тілопо є гранулований м'ясистий виріст на восковиці.

## Поширення і екологія
Молуцькі тілопо є ендеміками острова Обі в провінції Північне Малуку. Вони живуть у вологих тропічних лісах і чагарникових заростях. Зустрічаються на висоті від 40 до 550 м над рівнем моря.

## Збереження
МСОП класифікує цей вид як вразливий. Незважаючи на те, що молуцькі тілопо є досить поширем видом в межах свого ареалу, загальна чисельність цього виду досить невелика і становить від 3500 до 15000 птахів. Їм загрожує знищення природного середовища.